# Bertoldo de Reisensburgo
Bertoldo de Reisensburgo, também Perchtold, (930- 999) nobre da dinastia Leopoldina foi o único filho do conde palatino da Baviera Arnulfo II, que caiu em Julho de 954 perto de Regensburg na luta contra as tropas de cerco do rei Otão I. A mãe de Bertoldo, cujo nome não é conhecido, provavelmente veio da Suábia.
Em 953/54, contra o rei Otãoo I rebelaram os Duques da Suábia, Liodolfo e Lorena, Konrad Ryzhy . A essa revolta, desejando receber o ducado da Baviera, o pai de Bertoldo, Arnulfo II, juntou-se com seu irmão Herman e seu segundo primo, arcebispo de Salzburgo, Heroldo. Bertoldo participou do levante. Os rebeldes conseguiram capturar a maior parte do ducado do governante da Baviera, Henrique I, incluindo a capital da Baviera, Regensburg. O Exército real sitiou Ratisbona, mas Arnulfo não se comprometeu em uma batalha aberta, preferindo sair contra o rei. Como resultado, Otão foi forçado a retirar o cerco.
Após a morte de Otão I, Bertoldo participou junto com seu primo Henrique, o Briguento na conspiração contra Otão II. 
 

## Literatura
- Roman Deutinger: Berthold "von Reisensburg". Aus der Vorgeschichte des Hauses Wittelsbach. In: Alois Schmid, Hermann Lenz (EDS.): Wittelsbacher-Studien. Festgabe für Herzog Franz von Bayern zum 80. Geburtstag (= Schriftenreihe zur bayerischen Landesgeschichte. 166). Beck, München 2013, ISBN 978-3-406-10781-8, p. 9-22.